# Saint-Marcellin (Käse)

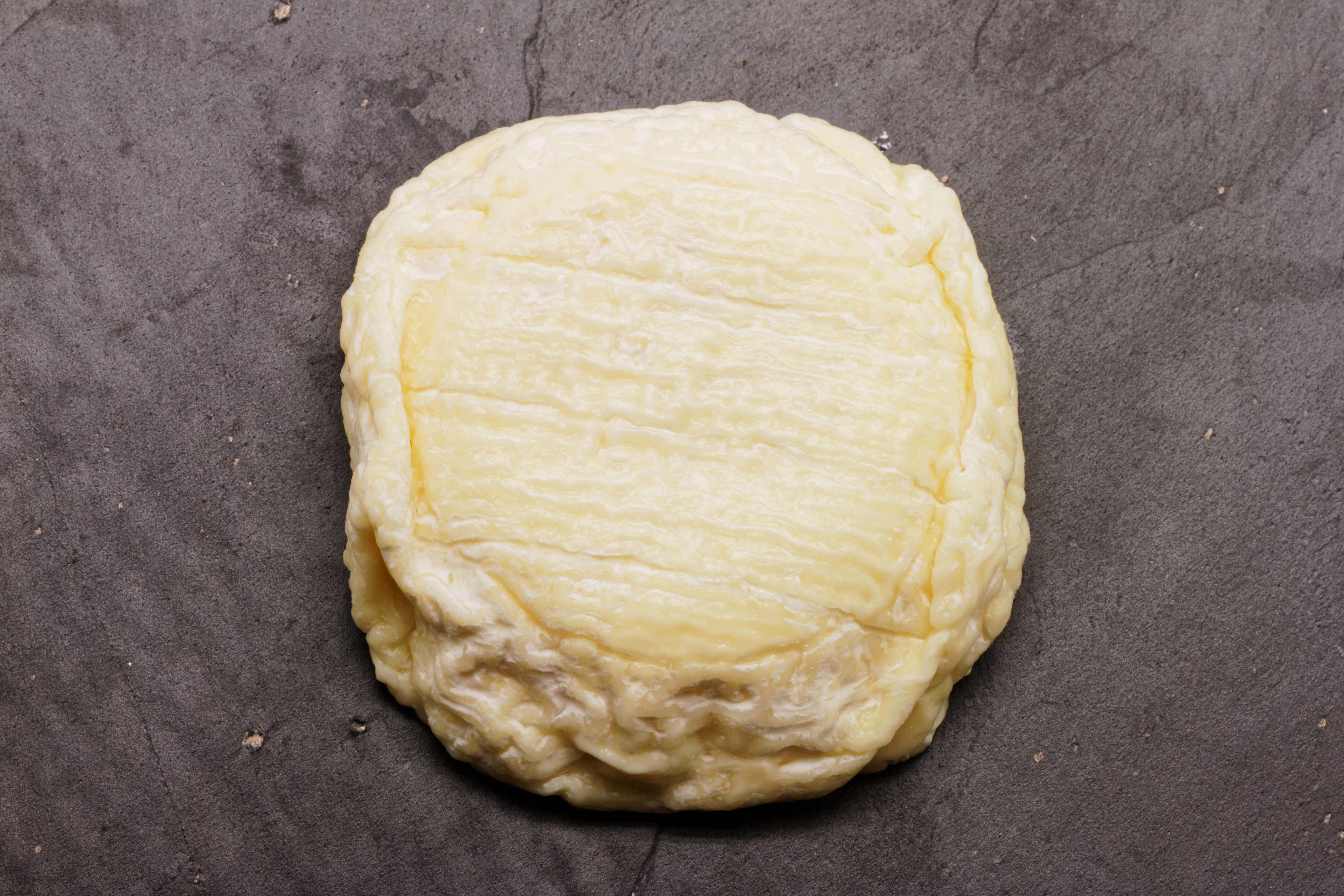
Ein Laib Saint-Marcellin

Der Saint-Marcellin ist ein französischer Käse aus der Dauphiné, der aus roher oder pasteurisierter Milch von Hausziegen oder Kühen hergestellt wird. Ursprünglich wurde er nur aus Ziegenmilch produziert.  Zugelassene Herstellungskategorien des Appellation d’Origine Contrôlée sind Fermier, Artisanal und Industriel. Das Herkunftsgebiet beschränkt sich auf die Départements Drôme, Isère und Savoie.
Charakteristisch für diesen Käse ist sein typisch scharfer Geruch und sein säuerlich milder Geschmack. Er kommt mit einem Durchmesser von 6,5 bis acht Zentimeter Durchmesser und einer Höhe von zwei bis 2,5 Zentimeter in den Handel und wiegt dann mindestens 80 Gramm. Er enthält 40 bis 65 % F. i.Tr. und reift zwischen zwei und sechs Wochen und ist ganzjährig im Angebot. 
Der Saint-Marcellin ist die Ausgangsbasis für Le Pitchou, eine provenzalische Käsespezialität.
Als Wein passt zu dem Käse Châteauneuf-du-Pape, Côtes du Ventoux und Gigondas. 